# 伊格爾港 (紐約州)
伊格爾港（英語：Eagle Harbor）是位於美國紐約州奧爾良縣的非建制地區。

## 歷史
伊格爾港的郵局於1833年設立，其後於1897年停運。

## 地理
伊格爾港所處的海拔為高於海平面155米（即509英呎），而該地所採用的時區為UTC-5，即北美东部时区（EST）。同時該地設有夏令時間，為UTC-5調快一小時，即UTC-4（EDT）。